# Amasra (district)
Amasra is een Turks district in de provincie Bartın en telt 15.199 inwoners (2007). Het district heeft een oppervlakte van 178,8 km². Hoofdplaats is Amasra.
De bevolkingsontwikkeling van het district is weergegeven in onderstaande tabel.

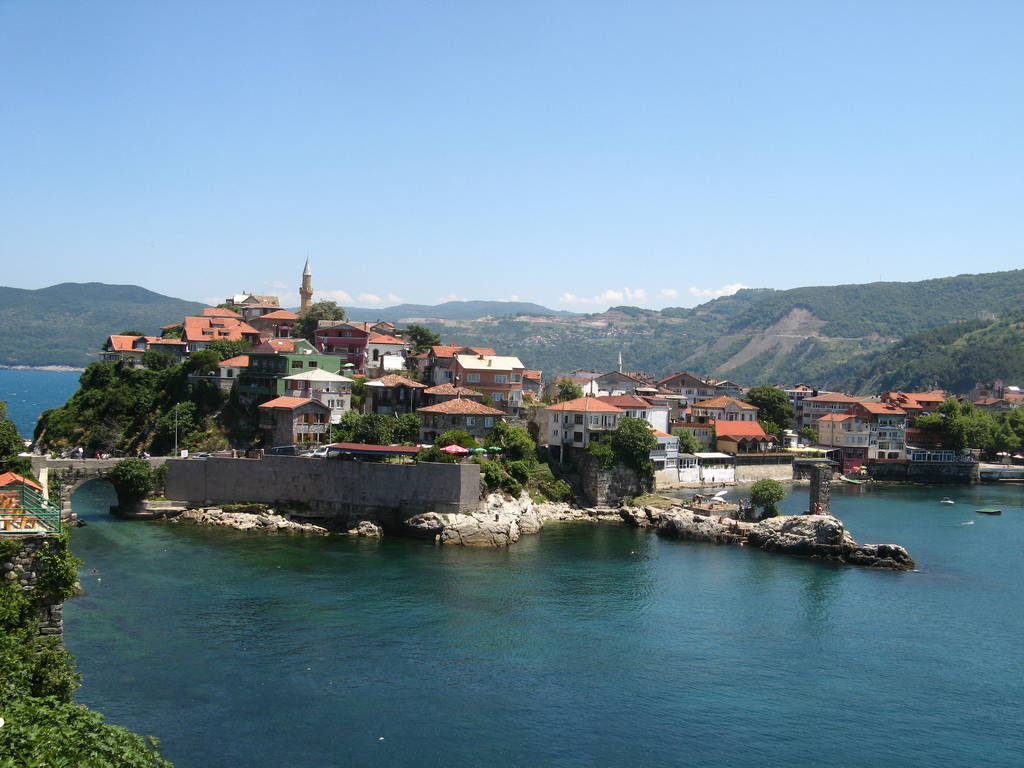
Amasra

| 1997   | 2000   | 2007   |
| ------ | ------ | ------ |
| 16.438 | 16.122 | 15.199 |